# لوک فن اوپزلاند
لوک فن اوپزلاند (هلندی: Luuc van Opzeeland؛ زادهٔ ۲۱ مهٔ ۱۹۹۹) قایقران قایق بادبانی اهل هلند است.
وی در مسابقات کشوری و بین‌المللی در مجموع برندهٔ ۱ مدال برنز شده است.